# 巌浩
巌 浩（いわお　ひろ、1925年 – 2019年6月12日）は、大分県出身の編集者。
書評紙『日本読書新聞』の黄金時代の編集長、雑誌『伝統と現代』の編集・発行人として知られる。

## 略歴
おさない頃におじ（父の兄弟）の、大分県津久見市の西教寺住職の巌義円（元津久見町長・市長、元大分県議会副議長）の養子となる。臼杵中学を卒業。
1942年に鹿児島の旧制七高に入学。のちに政界の黒幕といわれた四元義隆が柔道部の先輩にいた。1944年9月に東京大学に入学。だが同年12月に召集され、国内で陣地構築を行い、終戦を迎える。
戦後、復学して東京大学文学部卒業後の1949年、田所太郎が編集長をつとめていた『日本読書新聞』（刊行元：日本出版協会）に入社。だが、戦犯追及のため、日本出版協会から自由出版協会（のちに、日本書籍出版協会）が分裂。1958年には日本書籍出版協会から機関紙『週刊読書人』が創刊され、『日本読書新聞』編集者の大半は移籍するが、巌は定村忠士ら数名と編集部を守る。
のちに吉田公彦、三木卓、稲垣喜代志、水澤周、渡辺京二らが編集部員に加わり、また「吉本隆明・花田清輝論争」が掲載されるなど紙面は活性化され、『日本読書新聞』は1960年代には「新聞の中の新聞、出版社の中の出版社」と喧伝されるまでの黄金期を迎える。
巌は1962年に編集長を定村に譲り、編集局長（実質社長）に。1963年12月から、谷川健一の誘いで4ヶ月、「遠漁マグロ船」に乗船。その巌の不在中の1964年3月に、『日本読書新聞』に、義宮の婚約発表で過熱する週刊誌の報道を批判するコラムが掲載されたが、その内容が「不敬である」と右翼から批判を受ける。帰国した巌は、編集部員の反対を押し切り、「当紙は天皇制については批判することもあるが、今回の記事は不適当であった」との謝罪文を掲載した。ただしこの巌の態度は、「言論弾圧に屈した」と左翼系文化人から批判を受けた。
1966年には、日本読書新聞の主宰に栗原幸夫を招き、巌は退社して、かつての部下の吉田公彦らが創設した現代ジャーナリズム研究会（日本エディタースクール出版部の前身）の社長に招かれる。
その後、吉田の兄の谷川健一の紹介で、学燈社から松永辰郎編集長のもと1968年から1969年まで刊行されて休刊となった雑誌『伝統と現代』を引き受ける。巌は「伝統と現代社」を創立、松永が編集長・巌が発行人で1970年12月号から『伝統と現代』を復刊。1年後に松永が退社したため、巌は編集・発行人となり、同誌を1984年春号まで刊行したが、同年に「伝統と現代社」は倒産。
その後は、静岡県の禅寺・松蔭寺、奈良の春日大社で働き、後に「アララギ派」「寧楽短歌会」に所属して短歌を発表。かたわら渡辺京二らの季刊雑誌『道標』にエッセイを発表した。